# Anopheles rollai
Anopheles rollai este o specie de țânțari din genul Anopheles, descrisă de Cova Garcia în anul 1977.
Este endemică în Venezuela. Conform Catalogue of Life specia Anopheles rollai nu are subspecii cunoscute.